# Roshan Seth
Roshan Seth (Nueva Delhi; 2 de abril de 1942) es un actor británico-indio que aparece principalmente en películas británicas y estadounidenses. Es conocido por sus roles protagonistas en películas como Gandhi, Mississippi Masala, Not Without My Daughter, Mi hermosa lavandería e Indiana Jones and the Temple of Doom, entre otras. En 2003 interpretó el papel principal en la película estadounidense Cosmopolitan, que se transmitió a nivel nacional en PBS.

## Filmografía
| Año  | Título                               | Rol                         |
| 1974 | Juggernaut                           | Azad                        |
| 1982 | Gandhi                               | Pandit Jawaharlal Nehru     |
| 1984 | Indiana Jones and the Temple of Doom | Chattar Lal                 |
| 1984 | Pasaje a la India                    | Advocate Amrit Rao          |
| 1985 | Mi hermosa lavandería                | Papa                        |
| 1988 | Little Dorrit                        | Pancks                      |
| 1989 | La furia del viento                  | George                      |
| 1990 | Mountains of the Moon                | Ben Amir                    |
| 1990 | 1871                                 | Lord Grafton                |
| 1991 | Not Without My Daughter              | Houssein                    |
| 1991 | Mississippi Masala                   | Jay                         |
| 1991 | Londres me mata                      | Dr. Bubba                   |
| 1992 | Electric Moon                        | Ranveer                     |
| 1992 | Stalin                               | Lavrenti Beria              |
| 1994 | Street Fighter, la última batalla    | Dr. Dhalsim                 |
| 1995 | Bideshi                              | Ajoy                        |
| 1995 | Solitaire for 2                      | Sandip Tamar                |
| 1997 | The Journey                          | Kishan Singh                |
| 1998 | Bombay Boys                          | Pesi Shroff                 |
| 1998 | Such a Long Journey                  | Gustad Noble                |
| 1999 | The Young Indiana Jones Chronicles   | Sheikh Kamal                |
| 1999 | Secret of the Andes                  | Don Benito                  |
| 2000 | Límite vertical                      | Colonel Amir Salim          |
| 2001 | La boda                              | Mohan Rai                   |
| 2001 | Julianes Sturz in den Dschungel      | Shekar Khanna               |
| 2001 | South West 9                         | Ravi                        |
| 2004 | Spivs                                | Omar                        |
| 2005 | Frozen                               | Noyen                       |
| 2005 | Proof                                | Professor Bhandari          |
| 2006 | Broken Thread                        | Dasa                        |
| 2007 | Gurú                                 | Chief of Enquiry Commission |
| 2008 | The Cheetah Girls: One World         | Uncle Kamal Bhatia          |